# Rubus hilsianus
Rubus hilsianus es una especie de planta del género Rubus, perteneciente a la familia Rosaceae.

## Taxonomía
Rubus hilsianus fue descrita por H. E. Weber en 1995.

## Distribución
Se encuentra en el territorio de Francia y Alemania.